# Matt Biondi
Matthew "Matt" Nicholas Biondi (Moraga, Kalifornija, 8. listopada 1965.), umirovljeni američki plivač, višestruki olimpijski pobjednik, svjetski prvak i svjetski rekorder.

## Sportski uspjesi
U svojoj briljantnoj plivačkoj karijeri Biondi je u tri nastupa na Olimpijskim igrama osvojio ukupno 11 medalja, od čega 8 zlatnih. Posebno je upečatljiv bio njegov nastup na Igrama u Seulu 1988. godine, kada je osvojio 5 zlatnih medalja te jednu srebrnu, uz oborena četiri svjetska rekorda. Na svjetskim plivačkim prvenstvima osvojio je ukupno 11 medalja od čega 6 zlatnih, a različite svjetske rekorde je obarao 12 puta.
Koliko je dominirao slobodnim stilom plivanja tih godina ilustrira činjenica da je Biondi prvi plivač koji je 100 m isplivao brže od 49 sekundi, a da je te 1988. godine kada je postavio taj rekord u toj disciplini na tablici najbržih utrka svih vremena Biondi držao prvih 10 mjesta.
Godine 1997. primljen je u Kuću slavnih vodenih sportova.